# Kappa Fornacis
Kappa Fornacis (κ For) es una estrella en la constelación de Fornax, el horno, de magnitud aparente +5,80.
Se encuentra a 71 años luz de distancia del sistema solar y puede ser miembro del Grupo de movimiento de IC 2391 —conjunto de estrellas que comparte el mismo movimiento a través del espacio—, al que también pertenecen Tabit (π3 Orionis) y V337 Carinae, entre otras.
Kappa Fornacis es un análogo solar, es decir, una estrella con unas características de temperatura, metalicidad o presencia de compañeras estelares cercanas similares a las del Sol.
Del mismo tipo espectral que el Sol, G2V, es una enana amarilla cuya temperatura efectiva es de 5748 K.
La medida de su metalicidad es muy semejante a la solar, siendo su masa igual a 1,15 masas solares. Su edad estimada se halla dentro del rango comprendido entre 5420 y 6760 millones de años, —lo que corresponde a una antigüedad de 800 - 2000 millones de años mayor que la del Sol—, si bien su período de rotación de sólo 9 días (compárese con los 26 días que emplea el Sol en dar un giro completo) parece sugerir una edad significativamente menor.
Se piensa que Kappa Fornacis es una estrella binaria cuya compañera, unas 12 veces más tenue que la estrella principal, se encuentra visualmente a 0,47 segundos de arco. Los parámetros orbitales estimados del sistema son 10,9 UA para el semieje mayor y un período orbital de 25 años.